# Brookhaven National Laboratory
El Brookhaven National Laboratory, és un laboratori nacional ubicat a Upton, a Long Island, New York, formalment establert el 1947, al lloc que anteriorment ocupava la base militar Camp Upton. Brookhaven és operat pel Departament d'Energia dels Estats Units i la seva divisió Brookhaven Science Associates, s'especialitza en investigacions de física nuclear. Consta amb més de 3.000 científics, enginyers, tècnics i personal d'assistència, i rep 4.000 investigadors convidats cada any. Descobriments fets en el laboratori han guanyat sis Premis Nobel.
Una fuita accidental de triti dins l'aigua subterrània durant la dècada de 1990, va disgustar a la gent que vivia a prop de les instal·lacions, induint a canvis en el cos directiu.
El laboratori va ajudar a descobrir el quark encantat el 1974, i posseeix el Col·lisionador d'Ions Pesants Relativistes (RHIC) dedicat a l'estudi del plasma de quarks i gluons.